# Cierpienie

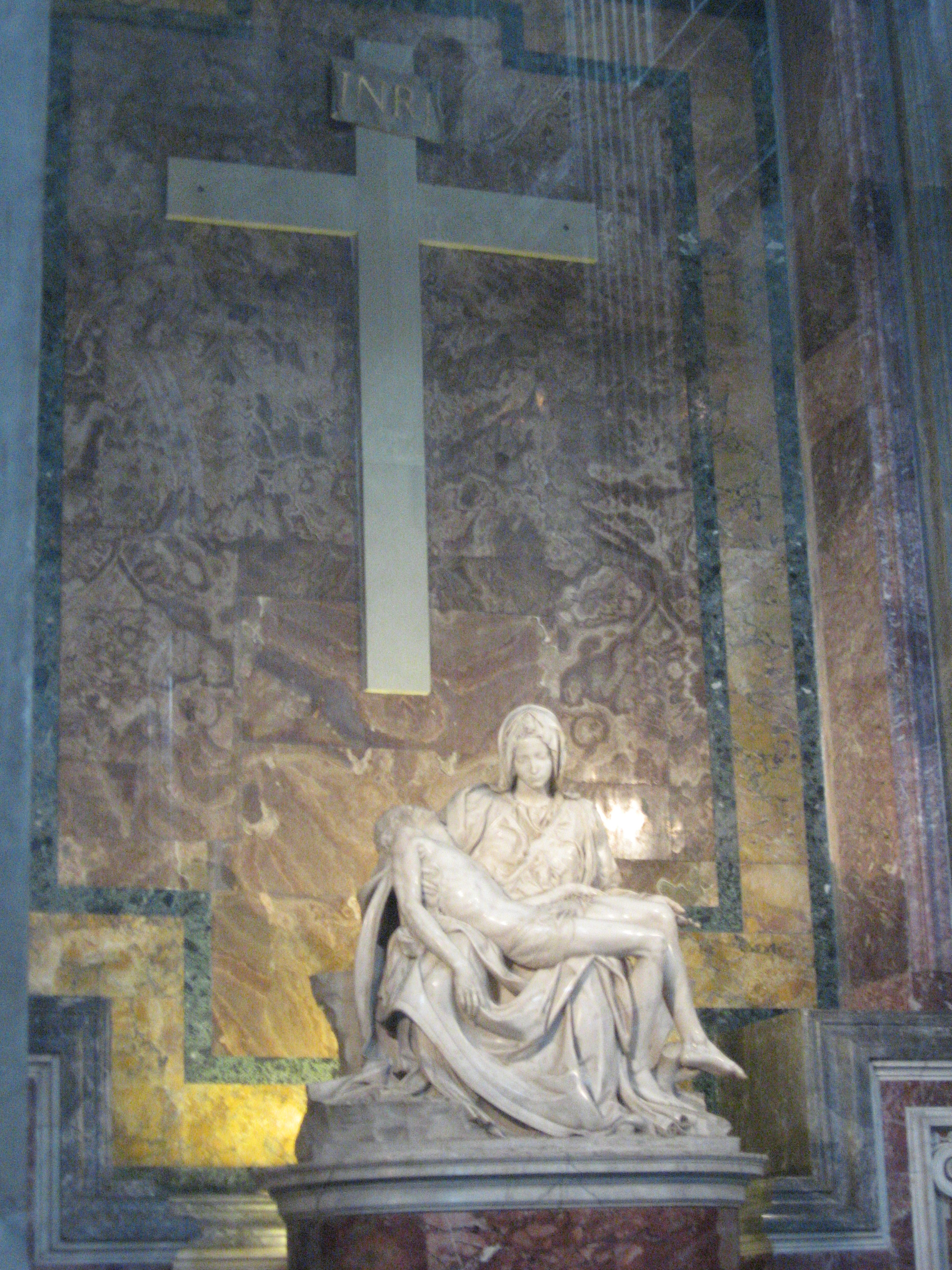
Pietà – przedstawienie Marii z Nazaretu jako matki trzymającej umęczonego i zmarłego Syna jest jednym z najbardziej znanych symboli ludzkiego cierpienia. Michał Anioł 1499 r., Bazylika św. Piotra w Rzymie.

Cierpienie – ból, doznanie braku lub straty doświadczane przez osobę. Cierpienie jest jednym z głównych problemów, na który dają odpowiedź religie. Dla religii monoteistycznych, jak judaizm czy chrześcijaństwo obecność cierpienia w świecie jest podstawowym pytaniem o pojęcie wszechmocnego dobrego Boga, który dopuszcza cierpienie swoich stworzeń. Również w buddyzmie, określane w języku pali jako dukkha, cierpienie jest kluczowym zagadnieniem. Do szeroko rozumianego motywu cierpienia niejednokrotnie sięga również literatura (np. Cierpienia młodego Wertera). Jako uczucie jest ono również opisywane przez psychologię.

## Judaizm
Zarówno Biblia, jak i judaizm rabiniczny, są świadome cierpienia. W doktrynie kabalistycznej, powodem cierpienia jest samo istnienie świata i człowieka, w stanie oddzielenia od Boga. Podobne stanowisko zajmowali Leibniz i Paul Weiss, mówiąc o cierpieniu metafizycznym, jako konsekwencji tego, że świat jest rzeczywistością skończoną, doczesną oraz że "świat nie jest Bogiem oraz Bóg nie jest światem". Cierpienie jest ściśle powiązane z istnieniem zła w świecie. Podobnie jak Augustyn z Hippony, również długa tradycja filozofii żydowskiej przyjmowała neoplatońską koncepcje, że zło jest brakiem dobra. Wyraził ten pogląd m.in. Majmonides w Przewodniku błądzących 3:8-25. Uznawał on też, że każde cierpienie jest skutkiem wcześniej popełnionych grzechów. Współczesny filozof Marcin Buber uznawał, że zło jest jedynie "odwróceniem się" od dobra do nicości. Podtrzymał ten pogląd nawet po Holokauście, twierdząc, że bywa takie odwrócenie się, z którego nie ma już powrotu. M. Brod w dziele Heidentum, Christentum, Judentum uznał, że stosunek do cierpienia jest głównym czynnikiem odróżniającym judaizm i chrześcijaństwo.
Judaizm wymaga, by okazywać współczucie wobec cierpienia innych, którym są przede wszystkim choroba i ubóstwo. Widoczne w historii Żydów dążenie do znalezienia lekarstw i reform społecznych ma swe korzenie w biblijnym i rabinicznym stosunku do cierpienia. Gdy przyjdzie Mesjasz, choroby, ubóstwo, a nawet śmierć zostaną zniesione. Prawo zabrania zadawać cierpienia zwierzętom.
Cierpienie jest postrzegane jako skutek grzechu. To ujęcie ma wymiar dydaktyczny, zachęca do porzucenia grzechu. Wobec trudności z wytłumaczeniem cierpienia niewinnych, sformułowano doktrynę o nagrodzie i karze w życiu po życiu. Traktowano też cierpienie jako oczyszczenie. Myśl judaistyczna dopuszcza także spieranie się z Bogiem, gdy uzna się, że cierpienie jest niezasłużone. Wśród postaci, które to czyniły byli np.: Abraham, Hiob, Honi ha-Me'aggel i Lewi Izaak Berdyczew. Holokaust wzbudził wiele pytań dotyczących problemu cierpienia.

## Katolicyzm
Zgodnie z nauczaniem Kościoła katolickiego, wszystkie cierpienia natury (a więc: śmierć, choroby, ból) są konsekwencją zła moralnego. Jednakże nie oznacza to, że każda niedola dotykająca człowieka daje się sprowadzić do osobistej winy (takie twierdzenie zostało potępione przez Klemensa XI).

## Świadkowie Jehowy
Świadkowie Jehowy uważają, że Bóg nie jest w żaden sposób odpowiedzialny za cierpienia. Kiedy stwarzał ludzi, nie chciał, żeby cierpieli. Jednak Adam i Ewa zbuntowali się przeciw władzy Boga — postanowili sami decydować, co jest dobre, a co złe. W ten sposób ściągnęli na siebie cierpienia, a obecnie odczuwamy skutki ich błędnego wyboru. Uważają, że obecnie Bóg dopuszcza cierpienia, serdecznie pociesza tych, którzy szczerze Go poszukują, jednak wkrótce położy kres ludzkim cierpieniom i odwróci ich skutki za pośrednictwem Jezusa Chrystusa, Władcy mesjańskiego Królestwa.

## W Biblii
Św. Paweł Apostoł, w 2 Kor 12,10) pisał do nawróconych już Koryntian: Dlatego mam upodobanie w moich słabościach... w prześladowaniach, w uciskach. Chrześcijanin jest zaproszony do tego, by stać się uczniem Chrystusa, który nam w wierze przewodzi i ją wydoskonala, i który zamiast przedłożonej Mu radości, przecierpiał krzyż (Hbr 12,2). Chrześcijanin powinien na każde cierpienie patrzeć poprzez pryzmat swojego nauczyciela Jezusa Chrystusa. Sama Biblia nie banalizuje faktu cierpienia, wręcz przeciwnie, traktuje je bardzo poważnie. Biblia w cierpieniu widzi zło, którego nie powinno być na ziemi. Klęski, żałoba, niepowodzenia często wyrażane są w Biblii pod postacią krzyków, żali oraz lamentacji. W zdecydowanej większości adresatem tych skarg i wyrażanej boleści był sam Bóg. Bardzo wyraźnie owe wręcz krzyki rozpaczy odnajdujemy w lekturze Księgi Psalmów. Punktem kulminacyjnym w którym zbierają się wszystkie jęki, żałości i boleści ludzkości jest wołanie Jezusa z Nazaretu w ogrodzie Oliwnym oraz męka i śmierć, a szczególnie jakże dosadny krzyk z krzyża: Eloi, Eloi lema sabahtami? tzn.Boże mój, Boże mój dlaczego mnie opuściłeś? Pismo Święte nie wychwala cierpienia. Ono wręcz wychwala to co rozumiemy jako przeciwieństwo cierpienia tj. np. zdrowie, i tak znajdujemy w niej opis uznania wobec zawodu lekarza (Syr 38,1-15). Księgi Starego Testamentu zapowiadają erę mesjańską jako czas uzdrawiania (Iz 33,24) i zmartwychwstania (26,19; 29,18; 61,2). Leczenie jest jednym z dzieł samego Jahwe; wąż miedziany wywyższony na pustyni (Iz 53,4), jest swoistego rodzaju zapowiedzią Zbawiciela. Wszystkie klęski narodowe i osobiste, takie jak: wojny, żałoba, wygnanie, niewolnictwo odczuwa się jako zło. Dopiero era mesjańska ma przynieść uwolnienie od tego zła zgodnie z oczekiwaniami ludu Izraela.
Izraelici przebywający na wygnaniu w Babilonii odczuwali pokusę myślenia, że Jahwe został pokonany przez jakieś inne potężniejsze bóstwo. Prorocy broniąc Boga, nie próbują usprawiedliwiać Go, lecz śmiało przekonują, że ma On władzę także nad cierpieniem Ja tworzę światło i stwarzam ciemności, sprawiam pomyślność i stwarzam niedolę (Iz 45,7). Tradycja izraelska nie może jednak odstąpić od prawdy wypowiedzianej przez proroka Amosa: Czyż staje się w mieście nieszczęście, by Jahwe tego nie sprawił?(Am 3,6; por. Wj 8, 12-28;. To stanowisko, wywołuje nieoczekiwane czasem reakcje: Nie ma Boga! (Ps 10,4; 14,1), stwierdza głupi patrząc na zło jakie jest na świecie, lub inne zuchwalstwo: Bóg, który jest, nie wie o wszystkim (73,11 ), a żona Hioba zachęca męża: złorzecz Jahwe (Hi 2,9). Księgi Starego Testamentu uczą, że ani natura, fatum w życiu człowieka (Hi 4,1 nn; por. 4,7), przypadek (Wj 21,13), przekleństwo, zgubna płodność grzechu, ani sam nawet nieprzyjaciel Królestwa Bożego – nikt, ani nic nie jest w stanie wymknąć się spod zasięgu mocy Boga Wszechmocnego.
Osoby posłane przez Boga, aby zwiastować ludowi Jego przesłanie nie potrafią do końca, pojąć nieszczęść sprawiedliwych i szczęścia bezbożników (Jer 12, 1-6; Hab 1,13; 3 ,14-18). Ta niemożność pogodzenia się z cierpieniem niezawinionym, w sposób wyraźny zostaje wyartykułowana przez Hioba (Hi 13,22; 23,7), próbującego w rozpaczy niezrozumienia swojego losu wytaczać jakby proces samemu Bogu, żądając od Niego wyjaśnień – dlaczego mnie spotkało to, co mnie spotkało? Pomimo licznych tragedii wielu sprawiedliwych opisanych w Biblii, zawsze mieli ufność i nadziei na lepsze jutro, na zmartwychwstanie (Rdz 22; Ps 22; 49; 73; Iz 53; Rz 4,18-21).
Jezus Chrystus był poddany cierpieniom, iż nie budził już współczucia, lecz wstręt i pogardę (Iz 52,1 n; 53,3). Były one jego codzienną egzystencją. Sługa Jahwe cierpiał za ludzi, za ich przestępstwa i grzechy. Będąc sam najbardziej niewinnym, wstawia się za grzesznikami (Iz 53,12) i składa Bogu w ofierze swoje własne życie za grzechy ludzi (53,10); dał się zaliczyć do grzeszników (53,12), aby wziąć na siebie ich winy. W ten sposób to co było powodem najwyższego zgorszenia, okazało się być niesłychanym objawieniem ramienia Jahwe (53,1) – cudem. Wszystkie cierpienia i grzechy świata zrzucone zostały na Jezusa, który wziął je na siebie z poddaniem się woli Ojca, wysłużył wszystkim pokój i uleczenie (53,5).
Jezus Chrystus ukazuje swoją niezwykłą wrażliwość na każde ludzkie cierpienie i smutek (Mt 9,36; 14,15,32). Wskrzeszenia umarłych, uzdrawiania chorych są znakami, że nadeszła era mesjańska Królestwa Bożego (Mt 11,4; por. Łk 4,18n), pełnego i całkowitego zwycięstwa Chrystusa nad śmiercią i nad szatanem. Zostało ono ostatecznie przypieczętowane męką, śmiercią i zmartwychwstaniem Jezusa.
Jezus nie wymazał ze świata ani cierpienia, ani umierania (Hbr 3,14), nie zniósł cierpienia, ale jest pociechą w udręce (Mt 5,5).

## Buddyzm
Cierpienie, zwane w pali dukkha, jest cechą wszelkich uwarunkowanych stanów. Na buddyjską koncepcję cierpienia można spojrzeć pod trzema aspektami uwarunkowania: jako zwyczajne cierpienie, jako zmienność stanów i jako samą istotę uwarunkowaności związaną z niewiedzą w dwunastu ogniwach współzależnego powstawania.
W theravadzie "Nieuwarunkowane Wyzwolenie" (pāli animitta-vimokkha) oraz w mahajanie "trzy ciała Buddy" nie należą do uwarunkowanego istnienia, którego cechą jest cierpienie.

## W psychologii
Cierpienie to stan psychiczny bólu emocjonalnego bądź fizycznego, nieprzyjemne doznanie ciała. Cierpienie psychiczne wiąże się z doświadczaniem negatywnych emocji takich jak lęk, poczucie krzywdy, smutek, czy żal.
Zobacz też
- cierpienie psychiczne(inne języki)
- trauma
- osobowość chwiejna emocjonalnie typu borderline